# Global Aviation
Global Aviation (Global Aviation Operations (Pty) Ltd.) ist eine südafrikanische Fluggesellschaft mit Sitz in Johannesburg und Basis am Flughafen O. R. Tambo, Johannesburg. Die Gesellschaft betreibt unter der Marke Global Airways ACMI-Leasing, Charterflüge, Flugzeugwartung und Flugtraining. Im Jahre 2020 eröffnete die Gesellschaft unter der Marke Lift eine weitere Fluggesellschaft, die nationale Ziele in Südafrika bedient.

## Flotte

### Aktuelle Flotte
Die Flotte besteht mit Stand  Juli 2022 aus acht Flugzeugen mit einem Durchschnittsalter von 27,3 Jahren:
| Flugzeugtyp     | aktiv | bestellt | Anmerkungen                           | Sitzplätze  | Durchschnittsalter |
| --------------- | ----- | -------- | ------------------------------------- | ----------- | ------------------ |
| Airbus A320-200 | 5     |          | zwei inaktiv; drei betrieben für Lift | 168 174 180 | 33,0 Jahre         |
| Airbus A340-500 | 3     |          | alle inaktiv                          | 356         | 17,8 Jahre         |
| Gesamt          | 8     |          |                                       |             | 27,3 Jahre         |

### Ehemalige Flugzeugtypen
- Douglas DC-9-30
- McDonnell Douglas DC-10-10
- McDonnell Douglas DC-10-30
- McDonnell Douglas MD-82

## Global Airways (Litauen)
Im Mai 2022 startete Global Aviation die ACMI-Aktivitäten ihrer 2015 gegründeten Tochtergesellschaft in Vilnius, Litauen. Global Airways erhielt im April 2022 sein Luftverkehrsbetreiberzeugnis (AOC).

### Flotte
Die Flotte der Global Airways besteht mit Stand Juni 2022 aus drei Flugzeugen mit einem Durchschnittsalter von 14,4 Jahren:
| Flugzeugtyp     | aktiv | bestellt | Anmerkungen | Sitzplätze | Durchschnittsalter |
| --------------- | ----- | -------- | ----------- | ---------- | ------------------ |
| Airbus A320-200 | 3     |          |             | 180        | 14,4 Jahre         |
| Gesamt          | 3     |          |             |            | 14,4 Jahre         |